# Bristol and Avon League
ブリストルアンドエイヴォンアソシエーションフットボールリーグ（英語: Bristol and Avon Association Football League）は、イングランドのサッカーリーグ。
イングランドのサッカーシステムのレベル21に位置しており、最下層のリーグの1つ。現在は11のクラブが所属している。ブリストルアンドディストリクトリーグによって運営されており、サマセット郡サッカー協会およびグロスターシャーサッカー協会と提携している。 

## 歴史
1910年にブリストルでイングランド国教会によるフットボールリーグとして設立された。初のシーズンはサイモンズ、セント・ワーバーグズ、セント・マークスの3クラブか各部門においてタイトルを手にした。初期にリーグに参加したクラブの中には、エイヴォンマス・セント・アンドリューズ（現在のエイヴォンマスFC）やバックウェルユナイテッド（現在のアシュトンアンドバックウェルユナイテッドFC）があった。
2011年7月にリーグはディビジョンを、「プレミアディビジョン」と「ディビジョン1」の2つに拡大したが、後に統合した。2013-2014シーズンは、ブリストルアンドディストリクトリーグのディビジョン3への昇格でブリストルスポーツが勝利を収めた。